# Hans-Jürgen Mehlkopf
Hans-Jürgen Mehlkopf (* 30. Januar 1948 in Dortmund) ist ein ehemaliger deutscher Eishockeyspieler, der unter anderem für den ERC Westfalen Dortmund und EC Deilinghofen in der zweithöchsten deutschen Spielklasse aktiv war.

## Karriere
Hans-Jürgen Mehlkopf begann mit dem Eishockeyspielen beim TuS Eintracht Dortmund und spielte nach dessen Ende auch einige Jahre beim ERC Westfalen Dortmund. Als er Ende der 1960er Jahre zum EC Deilinghofen (ECD) wechseln wollte, erteilten ihm die Vereinsverantwortlichen in Dortmund keine Freigabe. Der Verteidiger wurde für 18 Monate gesperrt und konnte in dieser Zeit nur am Training und an Freundschaftsspielen des ECD teilnehmen. Ab der Saison 1971/72 spielte er dann auch regulär für Deilinghofen. Als Oberliga-Vizemeister qualifizierte er sich mit der Mannschaft in der Spielzeit 1972/73 für die neu geschaffene 2. Bundesliga, in der er weitere zwei Jahre für den ECD aktiv war. Insgesamt absolvierte er dort 124 Partien und erzielte 14 Tore.
Im Jahr 1975 wechselte Mehlkopf zum Herner EV in die nun drittklassige Oberliga, wo er drei Jahre lang aufs Eis ging. Seine Karriere ließ er dann mit zwei weiteren Spielzeiten in seiner Heimatstadt ausklingen. In der Spielzeit 1981/82 kehrte er für drei Partien noch einmal in die inzwischen in die Landesliga abgestiegene Mannschaft des ERC Westfalen zurück, bevor er sich endgültig vom aktiven Eishockeysport zurückzog.
Bereits im Jahr 1973 gründete er in Dortmund eine Versicherungsagentur, die er bis 2019 führte.